# Triester Zeitung
Die Triester Zeitung war eine deutschsprachige Tageszeitung, die von 1851 bis 1918 in Triest in der Habsburgermonarchie erschienen ist.

## Geschichte
Sie war die einzige deutschsprachige küstenländische Zeitung in der Monarchie, die über einen längeren Zeitraum erschienen ist. Ebenso wie ihr Vorgänger, das Journal des österreichischen Lloyd (1835 bis 1848), wurde sie vom Verlag des Österreichischen Lloyd herausgegeben. Ihr vorrangiger Zweck war die Berichterstattung über den Seehandel in Europa und Asien, jedoch bot sie auch politische Nachrichten. Aufgrund ihrer Abhängigkeit von der Wiener Regierung – die Triester Zeitung erhielt staatliche Subventionen – vertrat sie grundsätzlich eine regierungsnahe Position. Die Zeitung diente zugleich aber auch als Sprachrohr der deutschsprachigen Bevölkerung der Stadt, für deren kulturelles Leben das Feuilleton eine wichtige Quelle darstellt.
Infolge der Verbreitung liberaler Strömungen in der Stadt erschien in den 1880er Jahren das „verfassungstreue“ Triester Tagblatt als konkurrierende Zeitung, jedoch konnte sich dieses nicht durchsetzen. Zum 1. Jänner 1886 verschmolz das Tagblatt mit der Triester Zeitung und erschien dann unter Beibehaltung des Namens mit dem Zusatz „Morgenausgabe der Triester Zeitung“. Zugleich erschien die Triester Zeitung von nun an mit dem Zusatz „Abend-Ausgabe“ als Abendblatt. Die Triester Zeitung bestand aus vier Seiten, wobei sich die letzte Seite auf Anzeigen beschränkte. Im Laufe des Ersten Weltkrieges wurde die Ausgabe auf zwei Seiten gekürzt und es erschien nur noch der Nachrichtenteil. Die letzte Ausgabe erschien am 2. November 1918, einen Tag vor der Unterzeichnung des Waffenstillstandes von Villa Giusti und dem Einmarsch italienischer Truppen in Triest.